# Nouakchott Data Hub
Nouakchott data hub est un centre d'hébergement de données situé à Nouakchott, capitale de la Mauritanie. Inauguré en 2025, il constitue le premier datacenter national du pays.

## Historique
Face au manque d'infrastructure nationale dédiée à l'hébergement sécurisé des données numériques, le gouvernement mauritanien lance ce projet de construction d'un Data center. Le projet Nouakchott Data Hub s'inscrit dans le cadre du programme régional d'infrastructure de communication pour l'Afrique de l'Ouest (WARCIP), initié par la banque mondiale et soutenu par plusieurs partenaires techniques et financiers. Le projet bénéficie de l'appui de la banque européenne d'investissement (BEI), et de l'union européenne (UE), qui ont contribué à son financement. 
La construction du centre débute en 2021 sur un site Nouakchott, et s'achève en 2025, suivi de son inauguration le 08 mai 2025 avec la présence de plusieurs acteurs, notamment les acteurs et privés nationaux et internationaux.

## Description des installations
Le datacenter de Nouakchott couvre une surface de 1372 m² et dispose initialement de 100 baies serveurs, extensible selon la hausse des besoins.  Le coût du projet s'élève à 15 millions d'euros, octroyé sous forme de prêt par la BEI, couvrant la construction, la certification Tier III et les dispositifs de contrôle.
Le data center de Nouakchott répond aux normes Tier III, garantissant une disponibilité continue des services grâce à une infrastructure redondante et résiliente. Il est doté de systèmes avancés de sécurité et d'informatique, d'un système de refroidissement optimisé, d'une alimentation énergétique  de secours et d'un dispositif de surveillance en temps réel.
L'infrastructure est interconnectée à la dorsale nationale en fibre optique ainsi qu'aux câble sous-marin ACE (Africa Coast to Europe), renforçant ainsi sa connectivité régionale régionale et internationale. 
Les service proposés sont: l'hébergement sécurisé des données, la souveraineté de cloud, la sauvegarde et la restauration des données, la continuité d'activité des entreprises utilisant la tech et le traitement des données massives (big data) et des capacités de calcul en intelligence artificielle. 

## Gouvernance
Le Nouakchott Data Hub est placé sous la tutelle du ministère mauritanien de la transition numérique et de l'innovation numérique, qui en assure la supervision stratégique. Sa gestion opérationnelle est assurée par Iternational Mauritania Telecom, chargée de garantir la maintenance des équipements, la conformité aux normes internationales, ainsi que la protection des données hébergées. 